# Hulda (Israel)
Hulda (en hebreo: חולדה) es un kibutz ubicado en la región de Gézer, en el distrito central de Israel. El asentamiento está situado cerca de Sefelá, está rodeado por la localidad de Mazkeret Batya, los moshavim de Yatsic, Pedaya, Yesodot y Karmei Yosef y el kibutz de Mishmar David. Ubicada al poniente de la localidad, se encuentra la base aérea de Tel Nof, perteneciente a la Fuerza Aérea Israelí. Hulda, es miembro del movimiento kibutziano.

## Historia
En 1908, la Organización Sionista Mundial estableció allí una granja agrícola que preparó a los nuevos inmigrantes judíos para vivir y trabajar en el campo. El Fondo Nacional Judío, plantó el bosque de Hulda, donde se ubicó esta primera granja. La finca lleva el nombre del vecino pueblo árabe de Hulda.
Durante Primera Guerra Mundial, el kibutz estuvo temporalmente abandonado, pero después de la guerra volvió a desempeñar su función de entrenamiento. Durante los disturbios palestinos en 1929, el kibutz fue atacado y parcialmente destruido.
El kibutz moderno fue fundado en 1930 por miembros del movimiento juvenil sionista Gordonia. Durante la revuelta árabe de Palestina de 1936-1939, el asentamiento fue atacado varias veces. Desde 1937, el kibutz se encuentra en su ubicación actual. Durante la Guerra árabe-israelí de 1948, el asentamiento sirvió como base principal de la Brigada Yiftach israelí. Desde allí partieron los convoyes con suministros hacia la ciudad santa de Jerusalén, para apoyar a las fuerzas israelíes que atacaban Latrún.
Durante los combates, los residentes de la vecina aldea palestina de Hulda, fueron deportados por las milicias israelíes.

## Educación y economía
Hay una escuela primaria en la localidad. La economía del asentamiento se basa en la agricultura y el cultivo de frutas, cerca del kibutz hay viñas y en el mismo se encuentra la bodega Barkan.

## Habitantes ilustres
- Amos Oz; escritor, periodista y novelista israelí, cuando era un adolescente, residió en el kibutz.
- Pinhas Lavon (1904-1976); político y exministro de defensa israelí.
- Ron Huldai; político y exalcalde de Tel Aviv (su padre cambió su apellido por el nombre del kibutz).

## Comunicaciones
Una carretera pasa junto al asentamiento, en dirección sureste y lleva al kibutz de Mishmar David y al cruce con la autopista número 3 (Ascalón-Modi'ín), mientras que conduciendo hacia el noroeste se llega a la localidad de Mazkeret Batya.